# Kawdoor Sadananda Hegde

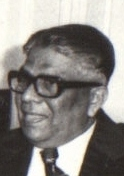
Kawdoor Sadananda Hegde (1979)

Kawdoor Sadananda Hegde, född 11 juni 1909 i byn Kawdoor i kommunen Karkal, distriktet South Kanara, i dåvarande vasallstaten Mysore (nuvarande delstaten Karnataka), död där 24 maj 1990, var en indisk jurist och politiker, talman i Lok Sabha 1977 - 1979.
Hegde bedrev högre studier i Mangalore och Madras, och började arbeta som jurist 1933. Han var allmän åklagare 1947 - 1951, innan han som INC-politiker valdes till Rajya Sabha 1952. Efter att 1954 även ha tjänstgjort som delegat vid FN under en session drog sig Hegde tillbaka från politikern till den domartjänst han då utnämndes för vid överrätten i Mysore. Han stannade som domare i Mysore tills han 1966 utnämndes till chefsdomare vid överrätten för Delhi och Himachal Pradesh. Redan 1967 utnämndes han så till domare i Indiens högsta domstol.
Sedan Hegde förbigåtts av en yngre kollega vid utnämningen av chefsdomare vid högsta domstolen begärde han avsked, i april 1973. Åter verksam inom politiken vann Hegde sedan mandat i Lok Sabha som representant för Janata Party från valkretsen Bangalore syd i valet 1977. Sedan dåvarande talmannen Neelam Sanjiva Reddy avgått för att låta sig väljas till Indiens president valdes Hegde i juli 1977 till Lok Sabhas talman.